# Lethwei

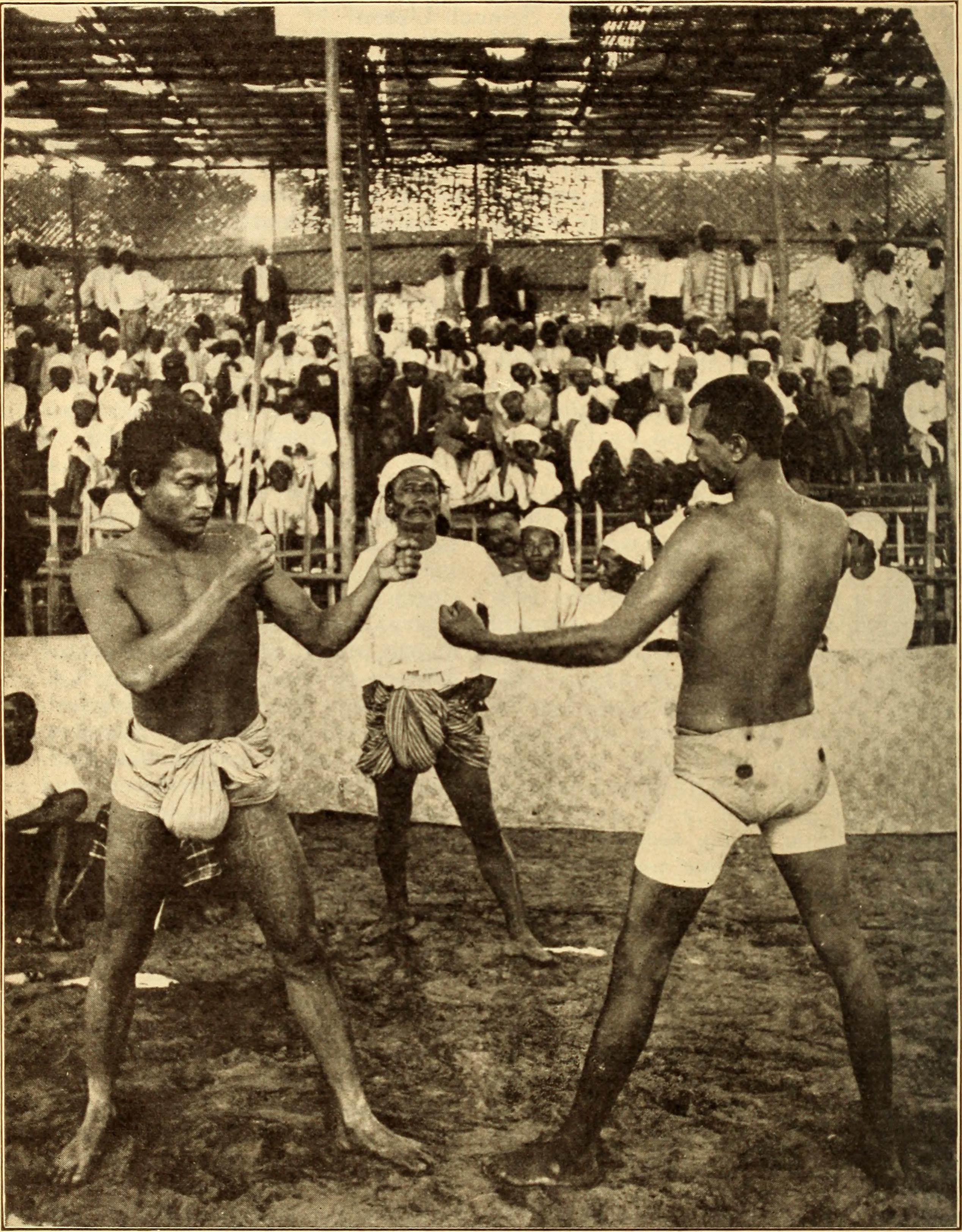
Combate de lethwei de finales del en Birmania. El luchador de la izquierda lleva tatuajes de Htoe Kwin y un longyi (paso hkadaung kyaik) atado.

El boxeo birmano, originalmente llamado lethwei, es un deporte de combate de contacto total originario de Myanmar, está considerado como una de las artes marciales más peligrosas del mundo. Los luchadores de lethwei pueden usar técnicas de golpeo de pie, como patadas, rodillazos, codazos y puñetazos, así como cabezazos.

## Definición
Esta práctica famosa de cercar con las manos y con los pies desnudos volvería al siglo III cuando los monjes habían querido entrenarse y defenderse. Es una boxeo "dijo marcial" que presta a la herencia de guerrero birmana toda su panoplia de estrategas. Se volvió popular en el siglo XI bajo el reinado de Anawratha, con combates entre tribus sin ninguna regla y con una violencia sin media. La manera de enfrentarse es de un comportamiento casi animal, se asemeja a otras prácticas orientales como el Muay Thai.

## Reglas: a boxeo birmano o el "superlativo" de los boxeos
En la manera ancestral, la lucha es dirigida por dos árbitros y ocurre en un círculo donde cada forma de la percusión y de la proyección es autorizada. La era moderna introdujo las reglas del boxeo occidental, particularmente los guantes, las protecciones, las rondas y el ring. El panel técnico del combatiente es muy ancho y los comportamientos son inspirados por otras prácticas del combate de Birmania. Las numerosas acciones espectaculares son encontradas, particularmente las técnicas volantes (patada saltado, golpe con rodilla y con codo en vuelo), y técnicas en marchar de escalera (patadas y golpe con rodilla). En el pasado, a boxeo birmano tradicional era la antítesis de Thaing, para su aspecto brutal y primario. Hoy, no es así, porque es organizado bajo las circunstancias modernas, puede ser agradable ver. 

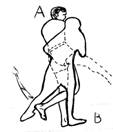
Técnica para hacer el gancho en el lethwei moderno.

## Características técnicas: "todo el cuerpo es un arma"
Nueve técnicas tradicionales componen la práctica del boxeo birmano. Las características técnicas del lethwei incluyen tres componentes principales, las armas que son usados, las finalidades que son apuntadas y las distancias de la lucha. Encontramos: 
1. El uso de todo el arsenal disponible del cuerpo, de la percusión y de la proyección (nueve armas principales: cráneo, dos puños, dos codos, dos rodillas y dos pies),
2. La busca para la percusión del conjunto del cuerpo del oponente,
3. La gestión de tres distancias de combate: distancia larga (particularmente de la patada), distancia promedio (golpes con rodilla, puño y codo), cuerpo a cuerpo (preensões y proyecciones).

De un punto estratégico de la vista, y a fin recordar, un partido de principios es establecido. Para ejemplo, encontramos los siguientes principios: 
1. Golpear los brazos del oponente antes de atacar el centro del cuerpo (para ejemplo, dar en el golpe con cabeza al bíceps a la vez con un golpe de puño circular del oponente o de la percusión al muslo del oponente con patada circular (fr. fouetté) durante una ofensiva con patada circular en línea mediana),
2. Las proyecciones tienen que ser realizadas en el espacio próximo a fin cargar una percusión inmediata en alcanzar la tierra,
3. Usar las estrategias de los animales del thaing (para ejemplo, la percusión en el miembros inferiores del oponente de tipo sanglier, o patada del tipo pantera a los brazos del oponente a fin abrir una carretera para blancos, a la cara).

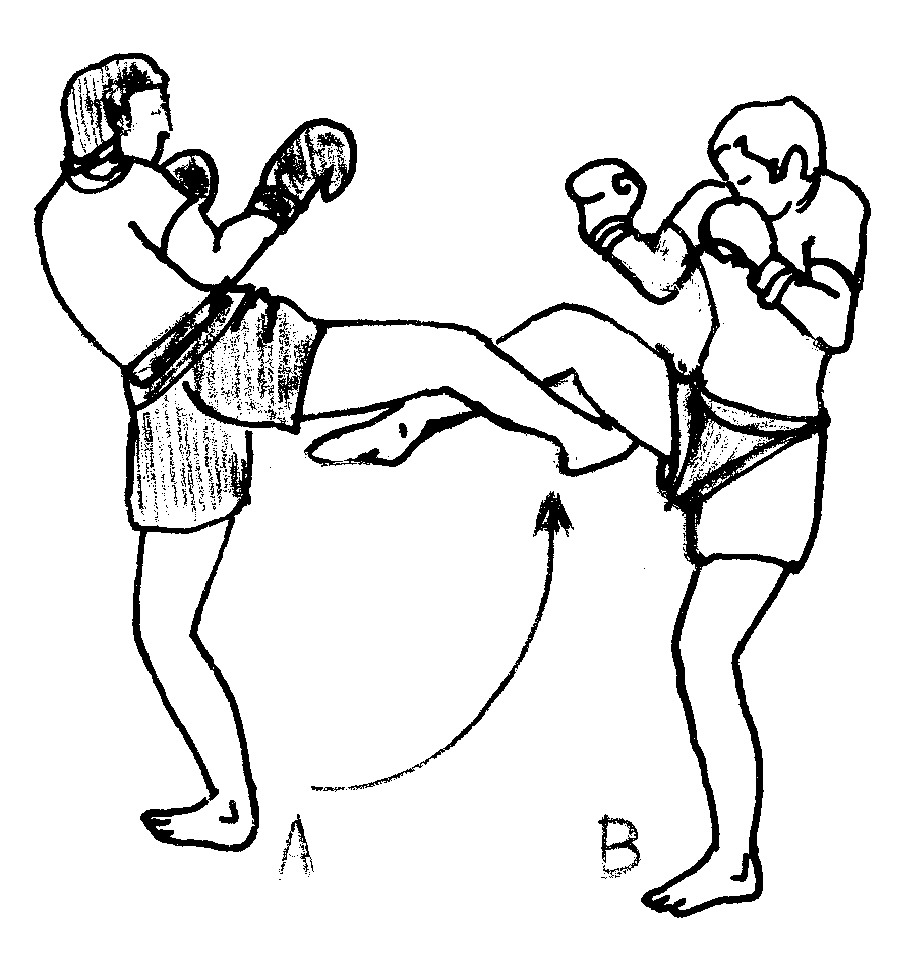
Percusión del muslo del oponente.

## Particularidad cultural del lethwei
Tradicionalmente la lucha es ejecutada en un círculo. En las aldeas birmanas, todavía siglo XXI, esta lucha tiene mantener su carácter ancestral. Sólo la aparición de un ring occidental y de las divisiones parece ser marca de la modernidad. 
El encuentro es dirigido por dos árbitros, para poder separar mejor a los protagonistas, y evaluado por seis árbitros. Todas las técnicas son autorizadas, un hombre puede ser golpeado aun en el piso. Los boxeadores luchan durante las partidas muy largas. Las rondas son alternadas por descansos completos; durante los cuales, otros encuentros son realizados. 
El equipamiento es medio, el competidor usa algunos pantalones de boxeo, manos fajadas, así como una protección de los genitales, cinta de cuero entre los dientes. Hasta ahora, muchos boxeadores burmese tienen  tatuado el tronco y los pies. En algunos, usted podrá ver sus victorias, en otros - las imágenes de animales como: (águila, serpiente, pantera, tigre, etc..) simbolizando fuerza, valor, y coraje.

## El lethwei-yei
Danza guerrera ejecutada en el comienzo de la lucha, para mostrar habilidad y coraje. En el fin de la danza, los brazos cruzados son golpeados cada uno de los sus hombros con la mano opuesta para anunciar que el boxeador está listo para luchar. Una danza de victoria es ejecutada también tras la decisión de los árbitros. 

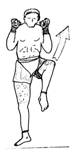
Danza antes de la lucha.

## El let-khamaungnkhat
Presentación de las armas usadas durante la lucha de lethwei, por el boxeador él mismo. Golpea el brazo opuesto con su mano abierta. La presentación es realizada del alto al bajo, inicialmente con los puños y los codos, entonces con la rodilla y por último con los pies. 

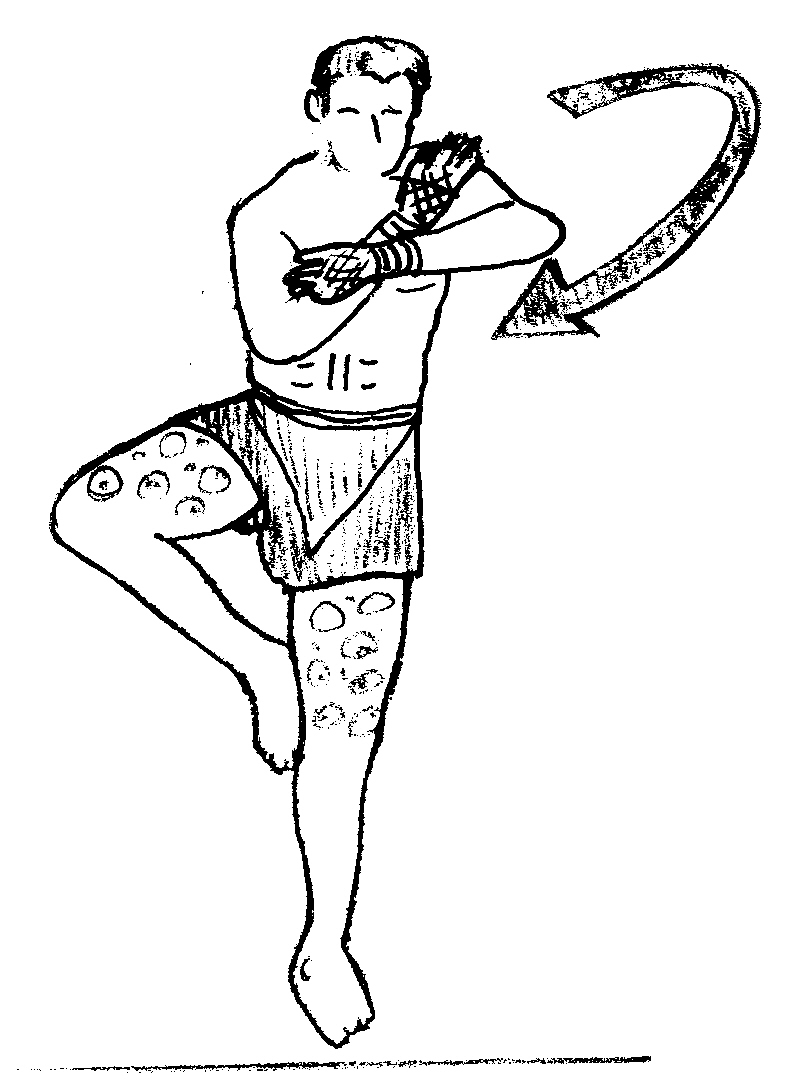
Percusión del brazo opuesto como el provocación al fin del "lethwei-yei".